# تشانغاناسيري
تشانغاناسيري
تشانغاناسيري (وتعرف أيضا بتشانغاناشري) وهي بلدة في مقاطعة كوتايام في ولاية كيرالا في الهند، وهي معبر إلى غرب غاتس وكوتاناد، وتعد أحد المراكز التعليمية والدينية الرئيسة في كيرالا، حيث تخلو من الأمية بنسبة 100% تقريبا. وتحتوي على خمس جامعات، وثماني مدارس ثانوية بالإضافة إلى مدرسة ثانوية للتدريب المهني، وعشر مدارس ثانوية في نطاق منطقة نصف قطرها 4 كيلو مترات من المدينة.
الجغرافيا
تقع تشانغاناسيري على بعد 18 كم من جنوب كوتايام على الطريق المركزي الرئيسي، وبلغ عدد سكانها 127,987 نسمة في عام 2011م، حيث كان التعداد السكاني 36,000 نسمة في مطلع عام 1951م. تقع البلدة قرب نقطة التقاء مقاطعة كوتايام بمقاطعتي ألابوزها وباثنافيتا، وفيها أحد الأسواق المركزية في كيرالا التي تربط المقاطعات الثلاث ببعضها.
التاريخ 
بعود أول توثيق للتاريخ عن تشانغاناسيري إلى حقبة سنغام الأدبية، وفقا لسجلات ووثائق الفترة السنغامية. يعد أوثان تشيرا لاتان أول حاكم من سلالة تشيرا في حقبة سنغام في جنوب الهند القديمة، حيث اتخذ من كوزه مور في كوتوناد عاصمة له، وتوسع شمال المملكة وشرقها من مسقط رأسه (إزهام -إلام في تاميل، ويقال بأنه عاش في الفترة بين القرنين الأول والثاني للميلاد، وكانت مليكته فيلايان ناليني ابنة فيلايان فينهان. وبقيت كوتوناد عاصمة سلالة كيرا (شيرا) حتى احترقت بفعل الملك كاري كالا/تشولا. ونغير اسم كوزه مور إلى تشوتانادو (الأرض المحترقة) التي أصبحت كوتوناد. وعلى ذلك النحو، تنطق (تشيرا لاتان) التاميلية بالمالايالامية، وقد تكون كيرا لام مشتقة من «تشير إزهام» أو «كيرا إلام» وتعني «موطن تشيرا» في تاميل. وقد كان سيفوتافان (تشينغوتافان) ابن كيرالاثان، ويعني اسمه بالمالايالامية (صاحب القلب الشجاع)، وسميت من بعده كل من بلدتي تشانغاناسيري وتشينغانا. وتعني سنغاناشري (بلدة سنغان) في التاميلية القديمة. بعد هزيمة سلالة شيرا أصبح اسم السلالة مرادفا للهزيمة وأصبح معنى شيرا (أرض الهزيمة) وأصبحت لاحقا من الأحياء الفقيرة في منطقة تشولا.
الحكم
خضعت المدينة لحكم المجلس البلدي التشانغاشيري، وكان ساجان فرانسيس رئيس البلدية وأمبيكا فيجايان نائب الرئيس. وتشمل رئاسة مكتب مدينة تالوك كاشيري ورئاسة محكمة منسيف ومنصب قاضي من الدرجة الأولى في محكمة الصلح، وكانت دائرة تشانغاناسيري الانتخابية جزءا من كوتايام (لوك سبها). مع ذلك، بعد إعلان لجنة رسم الحدود في عام 2005م من أجل الإبقاء على دائرة فيلاكارا لوك سابها تم وضع كل من تشانغاناسيري في كوتايام والدوائر المجاورة في مقاطعتي ألابوزا وكولام ضمن دائرة مافيليكار ويمثل سري كوديكونيل دائرة مافيكارا في البرلمان وكان سري. سي. أفاتوماس يمثل دائرة تشانغنشيري في المجلس التشريعي في كيرالا على مدى العقود الأربعة الماضية.
التركيبة السكانية
بلغ عدد سكان منطقة بلدية تشانغاناسيري 47,485 نسمة في عام 2011م ويبلغ المجموع الكلي لسكان تشانغاناسيري 127,987 نسمة، حيث يبلغ عدد الذكور 61,806 نسمة، بينما يبلغ عدد الإناث 66,180 نسمة.
يصل معدل محو الأمية مناطق التجمعات في تشانغاناسيري 97,56%, وهو أعلى من المتوسط الحضري الوطني الذي يصل إلى 85% وبلغت معدلات الإلمام بالقراءة والكتابة بين الذكور والإناث في تشانغاناسيري 98,19% و96,98% على الترتيب. كان التعداد السكاني في تشانغاناسيري في المناطق الحضرية 133,597 نسمة، حيث بلغ عدد الذكور 54,901 نسمة والإناث 58,696 نسمة.
يبلغ عدد الأطفال في المناطق الحضرية في تشانغاناسيري (أعمارهم بين 0-6) ما نسبته 9.02% من التعداد الكلي للسكان، وهو أقل من المتوسط الحضري الوطني الذي يبلغ 10.93%. العدد الكلي للأطفال في تشانغاناسيري 11.550 طفل، حيث يبلغ عدد الذكور 5,895 طفل والإناث 5,655 طفلة.
التعليم
تم إنشاء مدرسة فيدية في العصور القديمة خلال حكم ثيكومكور في فازهابالي سالاقرامام (فازهابالي شالا)، وكانت يرتادها البراهمة على وجه الخصوص بالإضافة إلى أنها أقدم مؤسسة تعليمية في تشانغاناسيري. دمرت فازهابالي من قبل جيش رامابان دالاوا في معركة تشانغاناسيري بين ثيكومكور وثرافنكور عام 1970م.
1.مدرسة إل. بي في بيرونا 1880م، أنشئت بواسطة المعلم كانيكارا غضوفينا بيلاي
2. مدرسة سانت ماري إل. بي في تشانغاناسيري 15 تشرين الأول 1888م
3. مدرسة سانت جوزيف في تشانغاناسيري،16 كانون الثاني 1888م
4. المدرسة الإنجليزية الثانوية الحكومية، بوزهافاتو 1889م، أصبحت بعد ذلك مدرسة ثانوية حكومية – تشانغاناسيري
5. مدرسة سانت بيرشمان الثانوية، 3 شباط 1891م (الشاعر أولوور إس)
6. كلية سانت بيرشمان، 19 حزيران 1922. كانت في بادئ الأمر مبنى للكلية وتحولت لمتحف بالقرب من كنيسة سانت ماري بيرل، حيث كانت صغيرة تابعة لجامعة مادرس، وبدأت فيها برامج البكالوريوس عام 1927م، وبعد إنشاء جامعة ترافنكور في الأول من تشرين الثاني عام 1937م انتسبت لها الكلية، وبدأت فيها برامج الدراسات العليا عام 1957م.
7. كلية NSS الهندوسية، حزيران 1949م، بدأت الكلية التجريس في غرف مقدمة من مدرسة ناير للخدمة المجتمعية، وتم تغيير موقعها
لمبنى اخر في وقت لاحق عام 1955م
8. كلية أسومبشن، تشانغاناسيري 1950, خصصت هذه الكلية للنساء
9. كلية NSS التدريبية تشانغاناسيري
10. كلية هوميو N.S.S , كوريشي
11. كلية سانت جوزيف للاتصالات، كوريس مود
12. كلية كرستوجيوتي، تشسثوبوزها
13. معهد ثجانا للدراسات الإدارية، بيسواس تشانغاناسيري.
النقل والمواصلات
توفر شركة كيرالا الحكومية للنقل الحافلات للمدن القريبة، بالإضافة إلى محطات منفصلة متاحة لمن يسافرون إلى المناطق الشرقية المرتفعة، وأيضا تتوفر محطات لكلا الحافلات الخاصة والحكومية التي تتنقل من وإلى غرب تشانغاناسيري (كوتاناد)، وجنوبي تشانغاناسيري (مافيليكارا) وشمال تشانغاناسيري (كوتايام). ويوجد محطة حافلات خصوصية في قلب المدينة، كما تتوفر مرافق للنقل المائي الحكومية في المناطق النائية والبلدات الرئيسة القريبة. بالإضافة إلى سكة تشانغاناسيري الحديدية التي توفر خدمات النقل لغرب البلدة وشرقها. ويعد مطار كوشين الدولي الأقرب لتشانغاناسيري حيث يبعد 106 كم عن المدينة.
مراكز العبادة
يعد معبد بيرونيا سريي سوبرامانيا سوامي أحد أهم مراكز العبادة في تشانغاناسيري وأيضا كل من كنيسة ماري (باريل بالي), فاليابالي (كنيسة متروبوليتان), كنيسة الرب الخمسينية الهندية، معبد كافيل باغاثي، كنيسة الثالوث المقدس، مسجد بوثوورللي للمسلمين جوما-ث، وأبرشية تشانغاناسيري الكاثوليكية سرو-مالابار